# Бомбардиране на Рим
Бомбардировките на Рим (на италиански: Bombardamento di Roma) се осъществяват в периода от 19 юли 1943 до 4 юни 1944 г. от англо-американската съюзническа авиация в хода на т.нар. Италианска кампания през ВСВ.
Рим е бомбардиран общо 52 пъти за по-малко от година. Градът търпи тежки щети и дава многобройни жертви. Бомбардировките на Рим предизвикат и сензация, като имат за важна последица сломяване духа на италианците и вярата им в успешния изход от войната. Те благоприятстват по-нататъшно отслабване на фашисткия режим в Южна Италия, ускорявайки свалянето от власт на Бенито Мусолини, макар новосъздадената Република Сало да просъществува до самия край на ВСВ.
Папа Пий XII посещава засегнатите райони, благославяйки жертвите на англо-американските бомбардировки над вечния град.